# Артурс, Уэйн
Уэйн Шон Артурс (англ. Wayne Sean Arthurs; родился 18 марта 1971 года в Аделаиде, Австралия) — австралийский теннисист и тренер; полуфиналист трёх турниров Большого шлема в парном разряде (Открытый чемпионат Австралии-2001, Открытый чемпионат Франции-2003, Уимблдон-2004); победитель 13 турниров ATP (из них один в одиночном разряде); обладатель двух Кубков Дэвиса (1999, 2003) и одного Командного кубка мира (2001).

## Общая информация
Отец Уэйна — Дерек — родился в Белфасте и играл в 60-х года XX века за сборную Ирландии в Кубке Дэвиса. Позже он переехал в Австралию.
 
Его мощная, крученная и хитрая подача левши была его самым сильным оружием, и несколько его коллег-игроков, включая Джима Курье, Андре Агасси, Томаса Йоханссона, и другого обладателя мощной подачи, Иво Карловича, назвали его подачу «одной из лучших в мире». У него неизменно был один из самых высоких показателей по количеству эйсов в ATP Tour, и он предпочитал стиль игры с выходами к сетке после подачи. Из-за этого его игра лучше всего подходила для быстрых покрытий.

## Спортивная карьера
Начало карьеры
В АТП-туре Артурс дебютировал в 1990 году в парных соревнованиях. В основной сетке в одиночном разряде в основном туре он впервые сыграл только в 1996 году. В 1994 году он выиграл первый титул в парах в Туре, взяв главный приз турнира в Бухаресте в паре с Саймоном Юлом. Следующий парный трофей он выиграл уже в 1997 году в альянсе с Ричардом Фромбергом на турнире в Кицбюэле. В 1998 году Артурс выиграл уже два парных турнира в Туре: в Праге (с Эндрю Кратцманом) и в Нью-Хейвене (с Питером Трамакки). Также в 1998 году австралийский теннисист дебютировал в основной сетке на турнирах серии Большого шлема в одиночном разряде, сыграв на Открытом чемпионате США (дебют в парах состоялся ещё в 1991 году). В ноябре того же года на турнире в Стокгольме он смог обыграть теннисиста из топ-10, превзойдя в первом раунде № 7 в мире Кароля Кучеру.
В мае 1999 года Артурсу в дуэте с Эндрю Кратцманом удалось выиграть турнир престижной серии ATP Super 9 в Гамбурге. Затем австралийская пара смогла выйти в четвертьфинал на Ролан Гаррос. На Уимблдонском турнире Артурс обратил на себя внимание уже в одиночках, переиграв в третьем раунде № 18 в мире Томми Хааса и взяв один сет в четвёртом раунде у № 4 в мире Андре Агасси. После Уимблдона он выступил на турнире в Ньюпорте, взяв там титул в парном разряде (с Леандером Паесом) и прояйдя в полуфинал в одиночном разряде. После этого турнира Артурс впервые поднялся в топ-100 мирового рейтинга в одиночках. В сентябре 1999 год он был впервые вызван в сборную Австралии для участия в полуфинале Кубка Дэвиса против сборной России. Артурс смог великолепно проявить себя, выиграв оба матча у лидеров российской команды: Евгения Кафельникова и Марата Сафина.
В мае 2000 года Артурс остановился в шаге от победы второй год подряд на Мастерсе в Гамбурге, но на этот раз, сыграв в паре с Сэндоном Столлом проиграл в финале соотечественникам Тодду Вудбриджу и Марку Вудфорду. На Открытом чемпионате США Артурс смог в первом раунде одиночных соревнований обыграть вторую ракетку мира Густаво Куэртена и в целом дойти до четвёртого раунда. На Открытом чемпионате Австралии 2001 года Артурс достиг лучших результатов на данном турнире, выйдя в третий раунд в одиночках и полуфинал в парах в команде с Ненадом Зимоничем. В марте на зальном турнире в Делрей-Бич он смог переиграть известного соотечественника Патрика Рафтера и вышел, таким образом, в полуфинал. В мае Уэйн с Австралией стал победителем неофицального Командного кубке мира. На том турнире он сыграл три парных матча со Скоттом Дрейпером и во всех их дуэт смог победить. На Открытом чемпионате Франции Артурс снова смог обыграть Патрика Рафтера в матче первого раунда и в целом дошёл до четвёртого раунда. В июле он забрался на самое высокое в карьере — 44-е место одиночного рейтинга.
2002—2003. Пик карьеры
В 2002 году Артурс несколько раз доходил до четвертьфиналов в Туре и сыграл дебютный финал, попав туда на турнире в Ноттингеме. В титульном матче он сыграл против Йонаса Бьоркмана и проиграл шведу со счётом 2-6, 7-6(5), 2-6. На Уимблдонском турнире его результатом стал выход в четвёртый раунд. В августе на Мастерсе в Цинциннати, где Уэйн в целом добрался до четвертьфинала, во втором раунде он смог переиграть Пита Сампраса, став одним из последних игроков, кто победили великого американца (через неделю Сампрас проиграл на турнире в НьюХейвене, а через три недели выиграл US Open и с тех пор не выходил на корт, завершив карьеру). В парном разряде в 2002 году лучшими результатами Артурса стали четвертьфинал на Ролан Гаррос и два финала на небольших турнирах в осенней части сезона.
В феврале 2003 года Артурс в дуэте с Полом Хенли выиграл парный приз турнира в Роттердаме, а в одиночках он смог выйти в полуфинал турнира в Копенгагене. Ещё одного полуфинала в сезоне в одиночках Артурс достиг в сентябре на турнире в Шанхае. В парном разряде сотрудничество с Хенли принесло результат, 2003 год стал самым успешным в карьере австралийца по выступлениям в парах. В мае Артурс и Хенли выиграли второй совместный титул, добившись победы на значимом турнире серии Мастерс в Риме. На Ролан Гаррос их дуэт остановился в шаге от решающего матча, дойдя до полуфинала. Это позволило Артурсу войти в число топ-20 теннисистов в парном рейтинге. На Уимблдоне они вышли в четвертьфинал, а на Мастерсе в Цинциннати доиграли до финала. Открытый чемпионат США принёс им выход в четвертьфинал. В осенней части сезона Артурс и Хенли выиграли два титула, один из которых был завоеван на Мастерсе в Париже, а также завоевали право сыграть на Итоговом турнире, куда Уэйн приехал в статусе 11-го игрока парного рейтинга (высшая для него позиция в карьере). В концовке сезона Артурс поучаствовал в победе Австралии в Кубке Дэвиса. Он сыграл с Вудбриджом одну парную встречу в финальном противостоянии с Испанией, в которой смог победить.
2004—2007
В марте 2004 года на Мастерсе в Индиан-Уэллсе Артурс смог во втором раунде одиночных соревнований переиграть № 6 в мире на тот момент Райнера Шуттлера и в целом пройти в четвёртый раунд. В мае он сыграл в парном финале Мастерса в Риме совместно с Полом Хенли. На неофициальном Командном кубке мира он выступил за команду Австралии и дошёл с ней до финала. На Уимблдонском турнире пара Артурс и Хенли смогла пройти в полуфинал. Летом Уэйн сыграл на единственной для себя в карьере Олимпиаде, которая прошла в 2004 году в Афинах. В одиночном и парном разрядах он выступил одинаково, дойдя до второго раунда (в парах с Вудбриджом).
В феврале 2005 года пара Артурс и Хенли стала победителем турнира в Сан-Хосе. Через две недели после этого Уэйн смог добыть себе единственный одиночный титул АТП в профессиональной карьере. Он стал чемпионом турнира в Скоттсдейле, переиграв в финале хорвата Марио Анчича — 7-5, 6-3. В марте в альянсе с Хенли он остановился в шаге от чемпионского титула в парах на Мастерсе в Индиан-Уэллсе, проиграв на двух тай-брейках Даниэлю Нестору и Марку Ноулзу. На Больших шлемах в том сезоне австралийская пара лучше всего выступила на Ролан Гаррос, где дошла до четвертьфинала. В конце сезона Артурс и Хенли выиграли последний совместный и последний для Уэйна титул на турнире в Стокгольме. Артурс и Хенли смогли попасть по результатам сезона на Итоговый турнир, но как и в 2003 году не смогли выйти в нём из группы.
С 2006 года пара Артурса и Хенли распалась и результаты Уэйна резко упали. В 2007 году Артурс смог в одиночном разряде второй раз для себя пройти в стадию третьего раунда. На Уимблдоне 2007 года он сыграл последний турнир в своей карьере. Артурс смог пройти через квалификацию в основную сетку одиночных соревнований и обыграть во втором раунде седьмую ракетку мира Томми Робредо, достойно завершив спортивную карьеру. Он смог выиграть 13 титулов АТП (из них один в одиночном разряде), сыграть около 900 матчей в основном Туре (во всех разрядах), выиграть три парных Мастерса, дойти до полуфинала в парах на трёх из четырёх Больших шлемов, стать дважды обладателем Кубка Дэвиса (сыграв за сборную 28 игр) и одного неофициального Командного кубка мира.

## Рейтинг на конец года
| Год  | Одиночный рейтинг | Парный рейтинг |
| 2007 | 244               | 269            |
| 2006 | 161               | 87             |
| 2005 | 97                | 14             |
| 2004 | 101               | 21             |
| 2003 | 117               | 11             |
| 2002 | 52                | 47             |
| 2001 | 77                | 32             |
| 2000 | 83                | 28             |
| 1999 | 105               | 28             |
| 1998 | 187               | 55             |
| 1997 | 318               | 98             |
| 1996 | 561               | 116            |
| 1995 | 751               | 62             |
| 1994 | 938               | 87             |
| 1993 | 289               | 189            |
| 1992 | 320               | 294            |
| 1991 | 460               | 255            |
| 1990 | 592               | 257            |
| 1989 | 1 103             | 983            |

## Выступления на турнирах

### Финалы турнировATPв одиночном разряде (2)

#### Победы (1)
| Легенда                    |
| -------------------------- |
| Турниры Большого шлема (0) |
| Итоговый турнир ATP (0)    |
| ATP Мастерс (0+3*)         |
| АТР Gold (0+2)             |
| АТР International (1+7)    |

| Титулы по покрытиям | Титулы по месту проведения матчей турнира |
| ------------------- | ----------------------------------------- |
| Хард (1+5*)         | Зал (0+4)                                 |
| Грунт (0+5)         | Зал (0+4)                                 |
| Трава (0+1)         | Открытый воздух (1+8)                     |
| Ковёр (0+1)         | Открытый воздух (1+8)                     |

* количество побед в одиночном разряде + количество побед в парном разряде.
| №  | Дата            | Турнир          | Покрытие | Соперник в финале | Счёт    |
| 1. | 27 февраля 2005 | Скоттсдейл, США | Хард     | Марио Анчич       | 7-5 6-3 |

#### Поражения (1)
| №  | Дата         | Турнир                    | Покрытие | Соперник в финале | Счёт           |
| 1. | 23 июня 2002 | Ноттингем, Великобритания | Трава    | Йонас Бьоркман    | 2-6 7-6(5) 2-6 |

### Финалы турнировATPв парном разряде (27)

#### Победы (12)
| №   | Дата             | Турнир                | Покрытие | Партнёр         | Соперники в финале                | Счёт           |
| 1.  | 18 сентября 1994 | Бухарест, Румыния     | Грунт    | Саймон Юл       | Хорди Арресе Хосе Антонио Конде   | 6-4 6-4        |
| 2.  | 27 июля 1997     | Кицбюэль, Австрия     | Грунт    | Ричард Фромберг | Томас Бухмайер Томас Штренгбергер | 6-4 6-3        |
| 3.  | 3 мая 1998       | Прага, Чехия          | Грунт    | Эндрю Кратцман  | Фредрик Берг Никлас Култи         | 6-1 6-1        |
| 4.  | 23 августа 1998  | Нью-Хейвен, США       | Хард     | Питер Трамакки  | Себастьян Ларо Алекс О'Брайен     | 7-6 1-6 6-3    |
| 5.  | 9 мая 1999       | Гамбург, Германия     | Грунт    | Эндрю Кратцман  | Джаред Палмер Паул Хархёйс        | 2-6 7-6(5) 6-2 |
| 6.  | 11 июля 1999     | Ньюпорт, США          | Трава    | Леандер Паес    | Крис Вудрафф Саргис Саргисян      | 6-7 7-6 6-3    |
| 7.  | 23 февраля 2003  | Роттердам, Нидерланды | Хард(i)  | Пол Хенли       | Максим Мирный Роджер Федерер      | 7-6(4) 6-2     |
| 8.  | 11 мая 2003      | Рим, Италия           | Грунт    | Пол Хенли       | Микаэль Льодра Фабрис Санторо     | 6-1 6-3        |
| 9.  | 28 сентября 2003 | Шанхай, Китай         | Хард     | Пол Хенли       | Цзэн Шаосюань Цзу Бэньцян         | 6-2 6-4        |
| 10. | 2 ноября 2003    | Париж, Франция        | Ковер(i) | Пол Хенли       | Микаэль Льодра Фабрис Санторо     | 6-3 1-6 6-3    |
| 11. | 13 февраля 2005  | Сан-Хосе, США         | Хард(i)  | Пол Хенли       | Ив Аллегро Михаэль Кольманн       | 7-6(4) 6-4     |
| 12. | 16 октября 2005  | Стокгольм, Швеция     | Хард(i)  | Пол Хенли       | Ненад Зимонич Леандер Паес        | 5-3 5-3        |

#### Поражения (15)
| №   | Дата             | Турнир                  | Покрытие | Партнёр             | Соперники в финале                | Счёт              |
| 1.  | 30 июля 1995     | Амстердам, Нидерланды   | Грунт    | Нил Броуд           | Марсело Риос Шенг Схалкен         | 6-7 2-6           |
| 2.  | 6 августа 1995   | Кицбюэль, Австрия       | Грунт    | Хорди Арресе        | Грег ван Эмбург Франсиско Монтана | 7-6 3-6 6-7       |
| 3.  | 17 марта 1996    | Копенгаген, Дания       | Ковёр(i) | Эндрю Кратцман      | Либор Пимек Байрон Талбот         | 6-7 6-3 3-6       |
| 4.  | 20 сентября 1998 | Борнмут, Великобритания | Грунт    | Альберто Берасатеги | Нил Броуд Кевин Ульетт            | 6-7 3-6           |
| 5.  | 21 мая 2000      | Гамбург, Германия       | Грунт    | Сэндон Столл        | Тодд Вудбридж Марк Вудфорд        | 7-6(4) 4-6 3-6    |
| 6.  | 7 января 2001    | Аделаида, Австралия     | Хард     | Тодд Вудбридж       | Дэвид Макферсон Грант Стаффорд    | 7-6(5) 4-6 4-6    |
| 7.  | 29 сентября 2002 | Гонконг                 | Хард     | Эндрю Кратцман      | Ян-Майкл Гэмбилл Грейдон Оливер   | 7-6(2) 4-6 6-7(4) |
| 8.  | 27 октября 2002  | Стокгольм, Швеция       | Хард(i)  | Пол Хенли           | Уэйн Блэк Кевин Ульетт            | 4-6 6-2 6-7(4)    |
| 9.  | 17 августа 2003  | Цинциннати, США         | Хард     | Пол Хенли           | Боб Брайан Майк Брайан            | 5-7 6-7(5)        |
| 10. | 26 октября 2003  | Стокгольм, Швеция (2)   | Хард(i)  | Пол Хенли           | Йонас Бьоркман Тодд Вудбридж      | 3-6 4-6           |
| 11. | 9 мая 2004       | Рим, Италия             | Грунт    | Пол Хенли           | Махеш Бхупати Максим Мирный       | 6-2 3-6 4-6       |
| 12. | 18 июля 2004     | Лос-Анджелес, США       | Хард     | Пол Хенли           | Боб Брайан Майк Брайан            | 3-6 6-7(6)        |
| 13. | 31 октября 2004  | Стокгольм, Швеция (3)   | Хард     | Пол Хенли           | Фернандо Вердаско Фелисиано Лопес | 4-6 4-6           |
| 14. | 27 февраля 2005  | Скоттсдейл, США         | Хард     | Пол Хенли           | Боб Брайан Майк Брайан            | 5-7 4-6           |
| 15. | 20 марта 2005    | Индиан-Уэллс, США       | Хард     | Пол Хенли           | Даниэль Нестор Марк Ноулз         | 6-7(6) 6-7(2)     |

### Финалы командных турниров (6)

#### Победы (3)
| №  | Год  | Турнир               | Команда                                                     | Соперник в финале                                     | Счёт |
| 1. | 1999 | Кубок Дэвиса         | Австралия Не играл в финале                                 | Франция                                               | 3-2  |
| 2. | 2001 | Командный Кубок мира | Австралия · У. Артурс, С. Дрейпер, П. Рафтер, Л. Хьюитт     | Россия · Е. Кафельников, М. Сафин                     | 2-1  |
| 3. | 2003 | Кубок Дэвиса (2)     | Австралия У. Артурс, Т. Вудбридж, М. Филиппуссис, Л. Хьюитт | Испания А. Корретха, Ф. Лопес, К. Мойя, Х. К. Ферреро | 3-1  |

#### Поражения (3)
| №  | Год  | Турнир               | Команда                                                    | Соперник в финале                                   | Счёт |
| 1. | 2000 | Кубок Дэвиса         | Австралия Не играл в финале                                | Испания                                             | 1-3  |
| 2. | 2001 | Кубок Дэвиса (2)     | Австралия У. Артурс, П. Рафтер, Л. Хьюитт                  | Франция С. Грожан, С. Пьолин, Ф. Санторо, Н. Эскюде | 2-3  |
| 3. | 2004 | Командный Кубок мира | Австралия · У. Артурс, М. Филиппуссис, П. Хенли, Л. Хьюитт | Чили · А. Гарсия, Ф. Гонсалес, Н. Массу             | 1-2  |